# Кржичка, Ярослав
Ярослав Кржичка (чеш. Jaroslav Křička; 27 августа 1882, Кельч, Моравия — 23 января 1969, Прага) — чешский композитор, бронзовый призёр Олимпийских игр в Конкурсе искусств.

## Биография
Ярослав Кржичка изучал музыку в Праге и Берлине. С 1906 по 1909 год он преподавал музыкальную композицию в России — Екатеринославе. В 1911—1920 годах Кржичка руководил хором в Праге, в 1922 года он возглавлял хор пражской Филармонии. В 1919—1945 годах он также преподавал в Пражской консерватории, а с 1942 года был её директором.
В 1936 году за своё сочинение «Горная сюита» композитор был удостоен бронзовой медали в Конкурсе искусств на XI Олимпийских играх в Берлине (номинация — оркестровая музыка).
Я. Кржичка — автор нескольких опер, двух симфоний, серенады для струнных инструментов, скрипичного концерта, произведений камерной музыки и для хора, музыки для кинофильмов и спектаклей, песен для детей.

## Сочинения
- Zmoudření Dona Quijota (Вразумление Дон Кихота), 1914
- Hipolyta (Ипполита), камерная опера, 1916
- Ogaři (Пастушки), детская опера, 1918
- Bílý pán aneb Těžko se dnes duchům straší (Белый господин, или Тяжело это призракам, напугать сегодня), 1929
- Tlustý pradědeček, lupiči a detektývové aneb Dobře to dopadlo (Толстый прадедушка, грабители и детективы, или Это хорошо удалось), водевиль, 1932
- České jesličky (Чешские ясельки), рождественская пьеса, 1937
- Hra na květinky, A-o-i-e-u, jaro už je tu! (Пьеса Цветов. Весна пришла!), 1937
- Král Lávra (Король Лавра), 1939
- Psaníčko na cestách (Письмецо в пути) und Oživlé loutky (Ожившие куклы), 2 небольших водевиля для детского театра
- Jáchym a Juliána (Яким и Юлиана), опера, 1948
- Zahořanský hon (Охота в Загоранах), опера-комедия, 1949
- Český Paganini aneb Slavík a Chopin (Чешский Паганини, или Славик и Шопен), оперетта, 1951
- Kolébka (Колыбель), музыкальная комедия, 1950
- Tichý dům (Тихий дом), оперетта, 1952
- Polka vítězí (Побеждает «полька»), оперетта, 1954
- Cirkus Humberto (Цирк Умберто), 1955
- Kalhoty (Штаны), 1962
- Pohádka o 12 měsíčkách (Сказка о 12 месяцах), 1962
- Dvě komedie televizní (Две телевизионные комедии): 1. Měsíc divů (Месяц чудес); 2. Šlechetný kasař aneb s poctivostí nejdál dojdeš (Благородный вор, или Честность всегда побеждает), 2 оперные миниатюры, 1963